# 핫메일
핫메일(Hotmail, 이전 이름: 윈도 라이브 핫메일, MSN 핫메일) 또는 마이크로소프트 핫메일(Microsoft Hotmail)은 마이크로소프트 사의 상표인 윈도 라이브의 무료 이메일 서비스이다.
핫메일은 웹 기반의 메일 서비스로 출발했으며 잭 스미스(Jack Smith)와 사비어 바티아(Sabeer Bhatia)가 웹 메일의 초창기인 1996년에 출시했다. 1997년에 마이크로소프트에 인수 MSN 핫메일로 재명명되었다. (인수가격은 5억7959만 달러로 추산된다) 현재의 버전인 '라이브 핫메일'은 2005년 11월 1일에 공식으로 출범했으며 기존의 MSN 핫메일 서비스를 개선했다. 베타테스트 이후, 2006년 11월 9일 일부 국가를 대상으로 시범서비스를 실시했으며 2007년 5월 7일 서비스를 전 세계로 확대했다.
윈도 라이브 핫메일은 무료로 가용한 5GB에 달하는 용량, 보안문제 해결, Ajax 기술, 윈도 라이브 메신저, 스페이스, 캘린더, 주소록 기능을 통합시켰다.
현재 35개국어를 지원하며, 전 세계 260만 사용자를 확보한 상태이다.

## 기능
- 오디오 플레이어
- 색 테마
- 통합 기능
- 읽기 틀
- 보안
- 철자 검사

## 같이 보기
- 아웃룩닷컴